# Areobindo (cônsul em 506)
Flávio Areobindo Dagalaifo Areobindo, comumente simplesmente Areobindo ou Ariovindo (em grego: Ἀρεόβινδος; fl. 460-512) foi um general e político bizantino. Descendente de uma linhagem distinta, liderou tropas na Guerra Anastácia, e serviu como cônsul em 506. Durante uma revolta urbana em 512, foi proclamado imperador pela multidão, mas ele escondeu-se. Morreu logo depois.

## Biografia

### Família
Areobindo nasceu numa família extremamente distinta, que combinou herança romana e bárbara: seu pai foi Dagalaifo (c. 430 - após 461), cônsul em 461, que por sua vez era filho de Areobindo, cônsul em 434, ambos de origem gótica. Sua mãe era Godisteia (nascida cerca de 445), filha de Ardabúrio, general e cônsul em 447, e neta de Áspar, o poderoso general alano e cônsul em 434. Pouco após 478, Areobindo casou-se com Anícia Juliana (após 461 - 527/528), filha do imperador romano do Ocidente Olíbrio (r. 472) e sua esposa Placídia. Juntos tiveram um filho, Flávio Anício Olíbrio Júnior (c. 480 - após 524/527), cônsul em 491. Outro possível descendente foi Dagalaifo (talvez com uma mulher anterior).

### Carreira

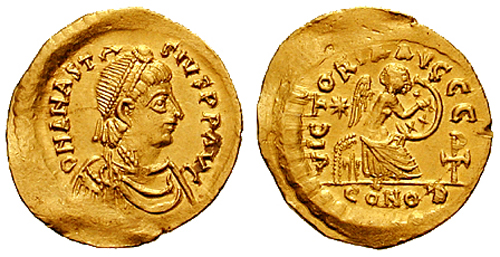
Semisse de r.

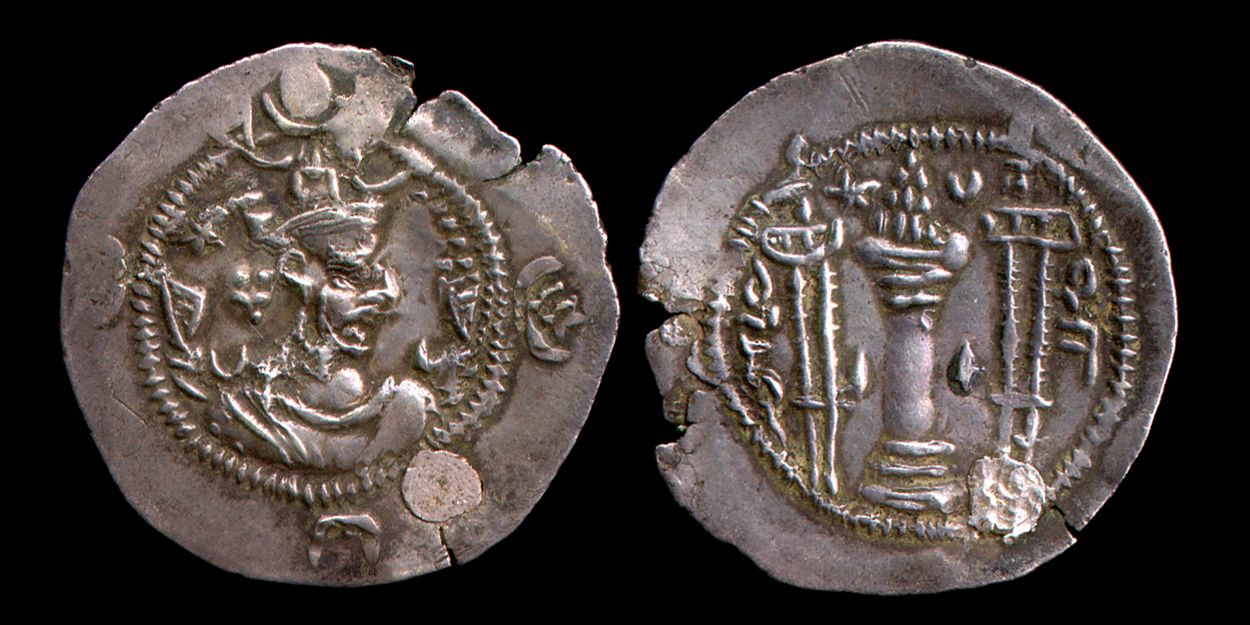
Dracma de

Em seus dípticos consulares, foi listado como ocupante do posto de conde do estábulo imperial e como titular do consulado honorário. Como a eclosão da Guerra Anastácia, foi enviado para o oriente como mestre dos soldados do Oriente (magister militum per Orientem) junto com os mestres dos soldados na presença (magistri militum praesentalis) Hipácio e Patrício. Em maio de 503, na chefia de 12 mil homens, estabeleceu-se em Dara para manter guarda à fortaleza persa de Nísibis e o exército do xá sassânida Cavades I (r. 488–496; 498–531), enquanto Patrício e Hipácio, com o grosso do exército, sitiou Amida. Lá, repeliu o ataque de um exército persa oriundo de Singara e empurrou-o para Nísibis.
Finalmente, contudo, foi obrigado a retirar-se quando os persas receberam reforços de seus aliados árabes e heftalitas, e retirou-se a Constantina e então para Edessa. Foi sitiado por Cavades em setembro, mas o início do inverno e a aproximação de reforços romanos forçou o xá a se retirar. No verão de 504, lançou grande raide em Arzanena, na Armênia, encontrando pouca oposição e devastando grandes áreas em volta de Amida. Com as posições romanas estabilizadas e a guerra quase sendo transferida para o território persa, o xá concordou com uma trégua e as hostilidades cessaram no inverno. Em 505, foi a Constantinopla, onde foi recompensado com o consulado em 506, com Enódio Messala como seu colega.
Em 512, vivia em Constantinopla na aposentadoria. Na época, o apoio aberto às doutrinas monofisistas causou uma grande revolta entre a maioria da população calcedônia da cidade. Em certo ponto, segundo os cronistas, a população assumiu o grito "Areobindo para imperador" e marchou à casa de sua esposa, Anícia Juliana, para proclamá-lo. Areobindo, contudo, indisposto a tomar parte de uma usurpação, fugiu de casa e se escondeu. Nada mais se sabe sobre ele, embora por conta de sua idade, deve ter morrido pouco tempo depois.

## Dípticos
Cinco exemplos de seus dípticos consulares sobreviveram: dois completos e três pela metade. Os primeiros dois estão em Luca (CIL XI, 8137) e Zurique (CIL XIII, 5245); duas metades com apenas o nome estão em Paris e Besançon, e uma outra metade com seus títulos está preservada em Dijon (CIL XIII, 10032), exemplares 3b, 3d e 3c respectivamente).